# Rifugio Bosio-Galli
Il rifugio Bosio-Galli è un rifugio situato nel comune di Torre di Santa Maria (SO), in Valmalenco, vicino all'Alpe Airale a 2086 m s.l.m., a pochi metri dal torrente Torreggio, in un ambiente alpino di rilievo.

## Storia e informazioni
Costruito nel 1924, la sezione del CAI di Desio (proprietaria del rifugio) lo intitolò al suo primo presidente Carlo Bosio. Nel 1998 è stato aggiunto al cognome Bosio quello della figlia Anna Galli. Un locale invernale più recente è dedicato invece a Dino Galimberti.
Il rifugio è punto di partenza della seconda tappa dell'alta via della Valmalenco, e punto di arrivo dell'ultima tappa del sentiero Roma.
Il rifugio è aperto dal mese di giugno fino alla fine di settembre, dispone di 45 posti letto in camerette e cameroni.

## Accessi
La via più breve per raggiungere il rifugio è quella che parte dall'Alpe Piasci (raggiungibile con una comoda strada carrozzabile, aperta al pubblico, che parte da Torre di Santa Maria). Il dislivello da superare è di 350 m ed il tempo di percorrenza è di circa un'ora e venti minuti.
È possibile raggiungere il rifugio anche da Chiesa Valmalenco superando un dislivello di 1000 m ed impiegando tre ore e mezza.
Infine si può partire da Primolo con un dislivello totale di 800 m ed impiegando circa tre ore e mezza.

## Ascensioni
- Sasso Bianco - 2.490 m
- Monte Caldenno - 2.669 m
- Corni Bruciati - 3.114 m
- Pizzo Cassandra - 3.226 m
- Monte Disgrazia - 3.678 m

## Traversate
- Rifugio Gerli-Porro - in 7-8 ore dal Passo Ventina e seguendo l'alta via della Valmalenco
- Rifugio Gerli-Porro - in 6-7 ore dal Passo Cassandra
- Rifugio Cesare Ponti - in 4-5 ore seguendo il sentiero Roma
- Piano di Preda Rossa - in 4-5 ore dal Passo Scermendone
- Rifugio Alpe Granda - in 6-7 ore dal Passo Scermendone
- Rifugio Marinella - in 5-6 ore dal Passo Caldenno.

## Itinerari ad anello
- Anello del Sasso Bianco - percorso facile e di tipo escursionistico, percorribile in 5.30 ore;
- Anello dei laghi del Cassandra - percorso per escursionisti esperti, percorribile in 6 ore.